# Renamo-UE
A RENAMO-União Eleitoral foi uma aliança de partidos políticos em Moçambique, liderada pela RENAMO de Afonso Dhlakama.
Nas eleições parlamentares realizadas em 1 e 2 de dezembro de 2004, a aliança recebeu 29,7% dos votos populares e ganhou 90 dos 250 lugares em disputa. O seu candidato presidencial, Afonso Dhlakama, conquistou 31,7% dos votos populares.
A aliança foi dissolvida por iniciativa da RENAMO em Julho de 2007.
Além de RENAMO, outros partidos da aliança eram:
- Aliança Independente de Moçambique
- Movimento Nacionalista Moçambicano
- Partido da Convenção Nacional
- Partido de Unidade Nacional
- Frente de Acção Patriótica
- Partido Popular de Moçambique
- Frente Unida de Moçambique